# ولاد فیلات
ولاد فیلات (انگلیسی: Vlad Filat؛ زادهٔ ۶ مهٔ ۱۹۶۹) یک سیاست‌مدار اهل مولداوی است. وی از سپتامبر ۲۰۰۹ تا آوریل ۲۰۱۳ نخست‌وزیر این کشور بود. وی همچنین به مدت ۲ روز در دسامبر ۲۰۱۰ رئیس‌جمهور این کشور بود.

## نگارخانه

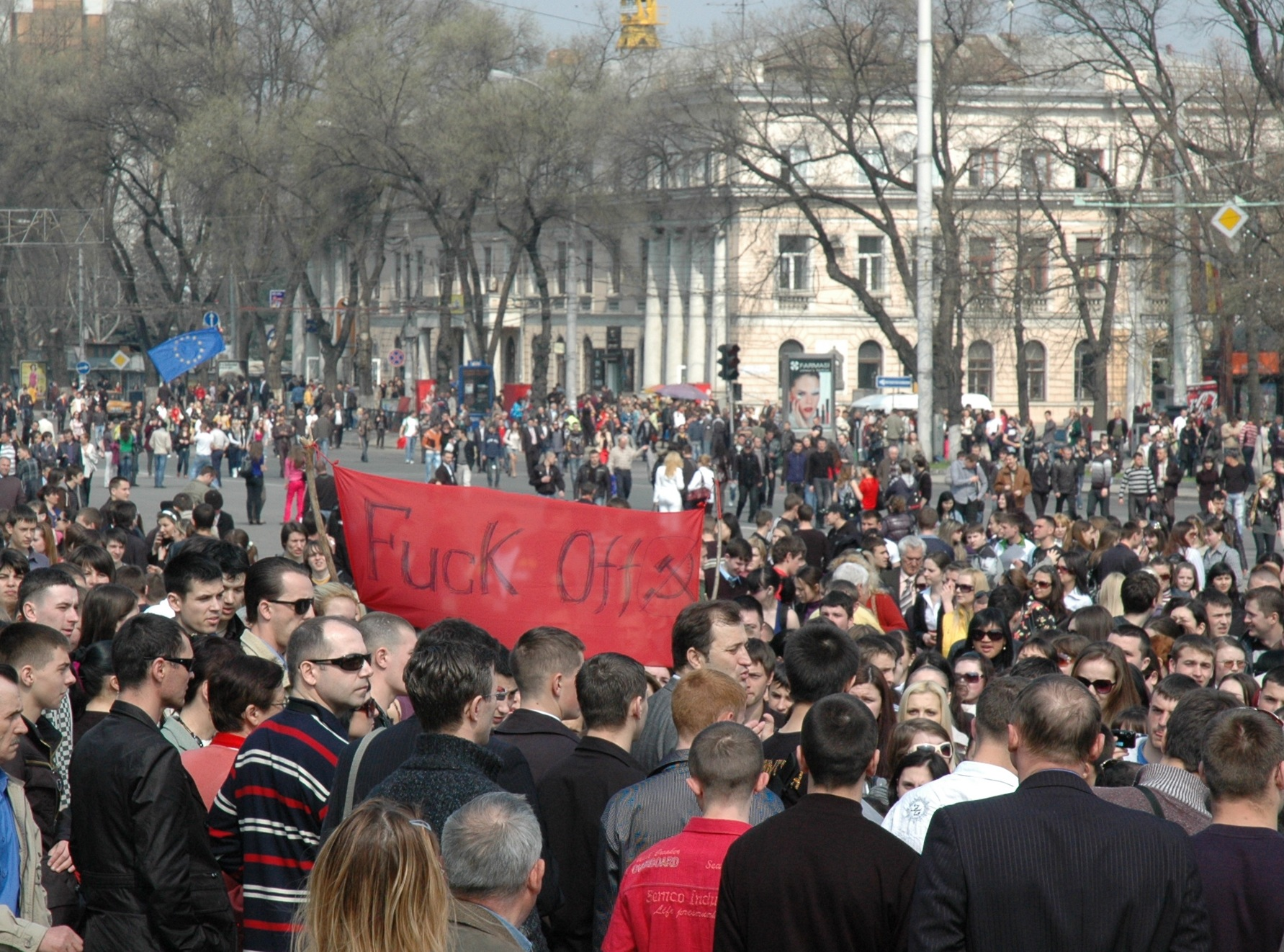
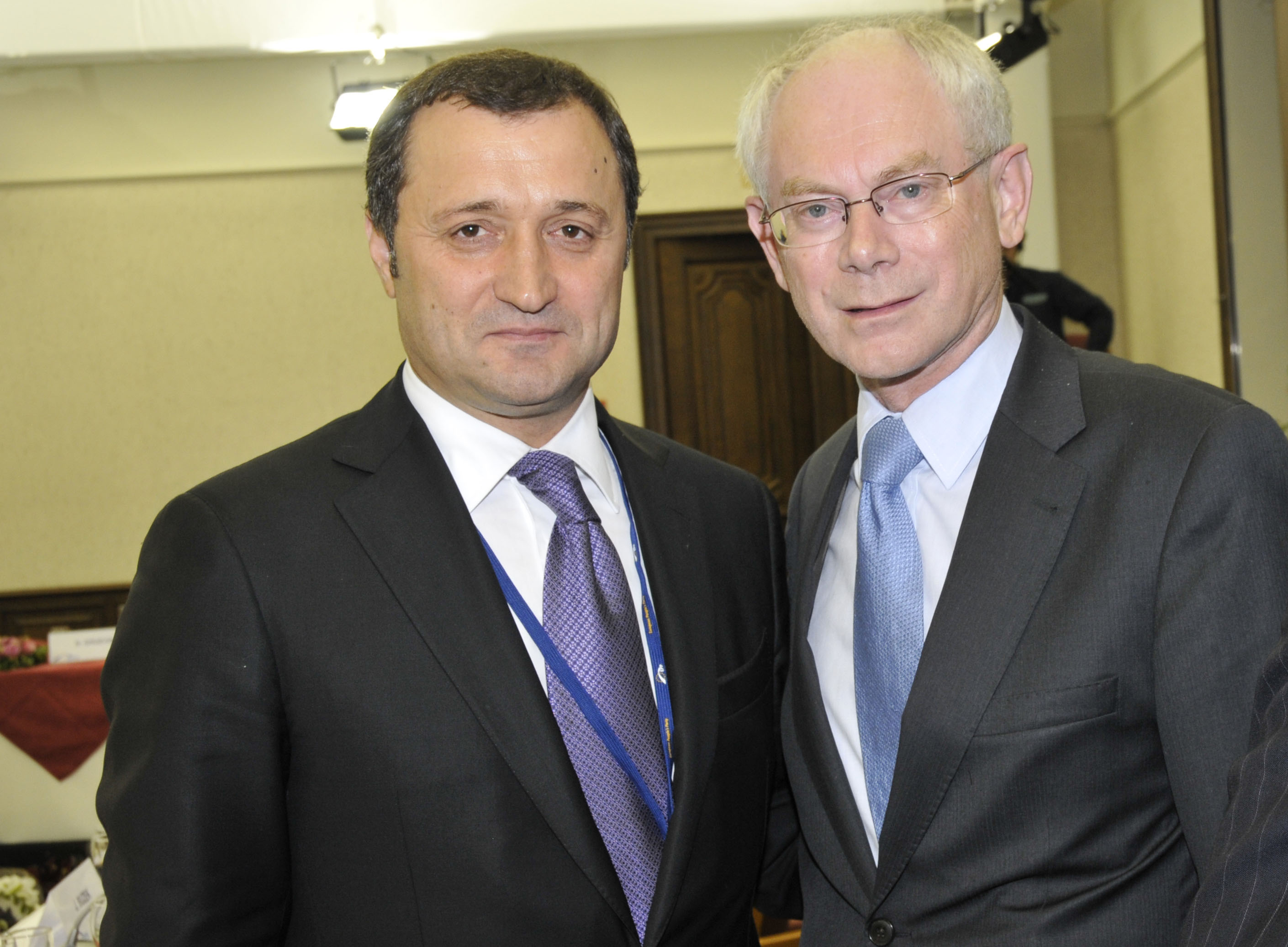
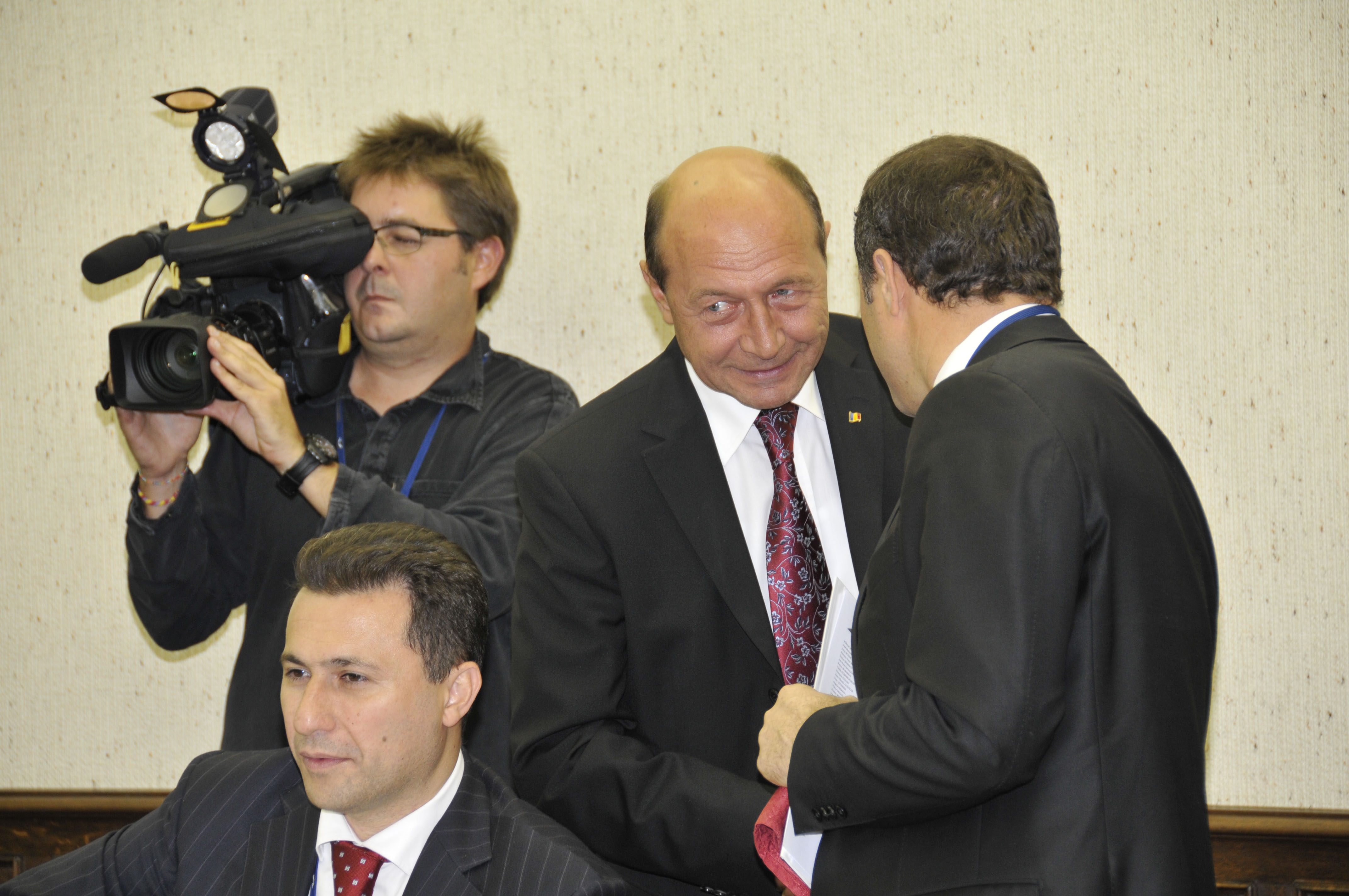
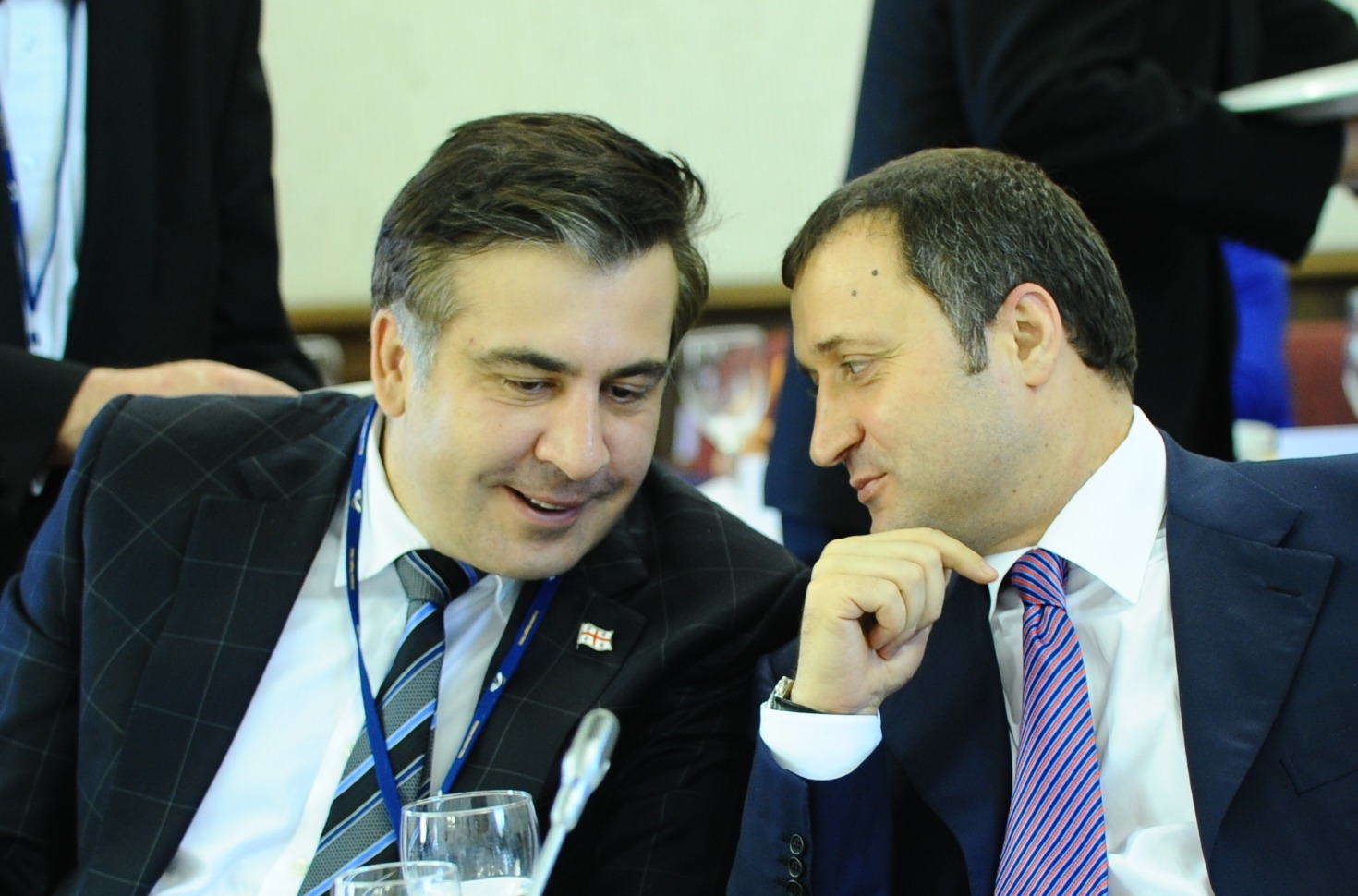
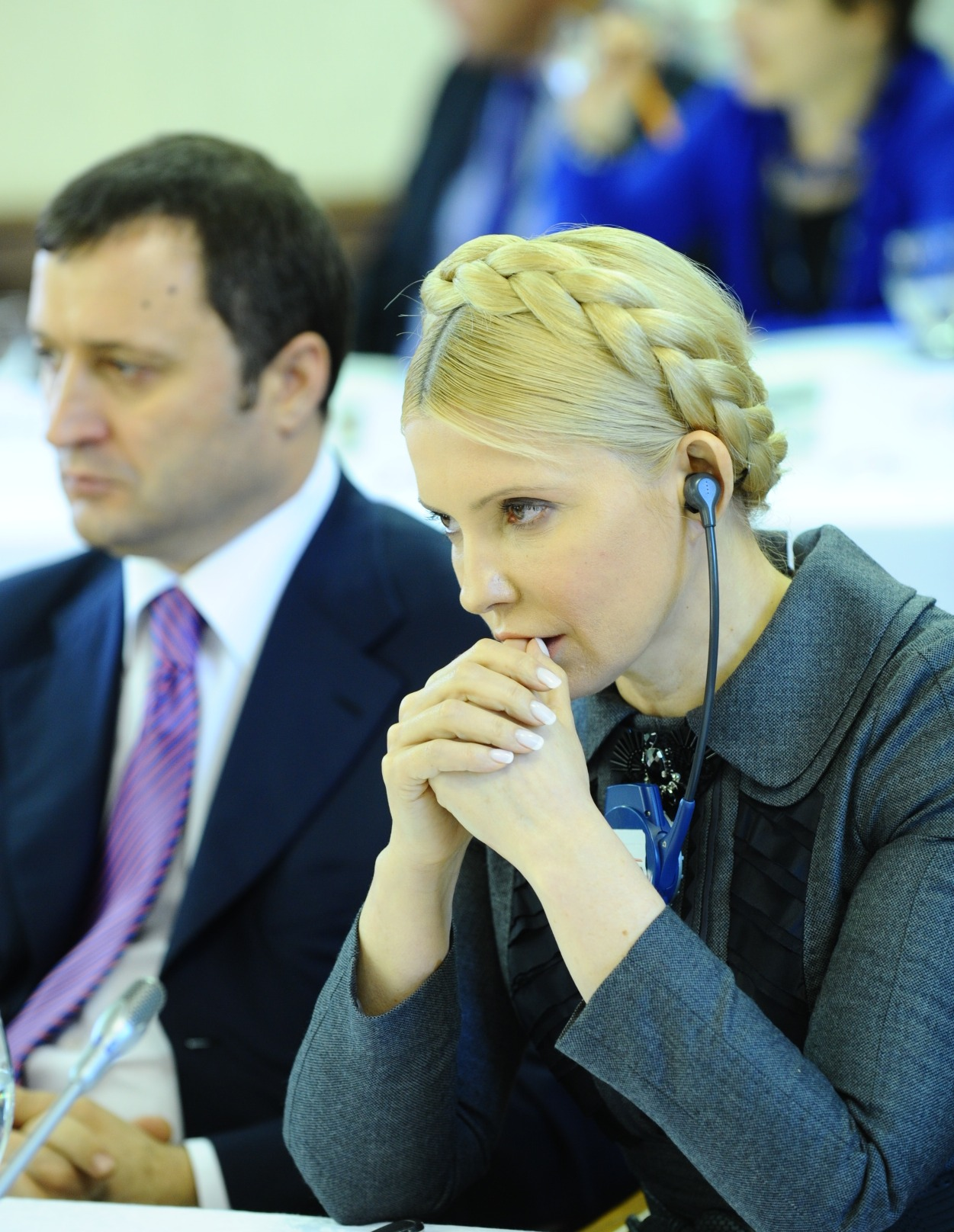
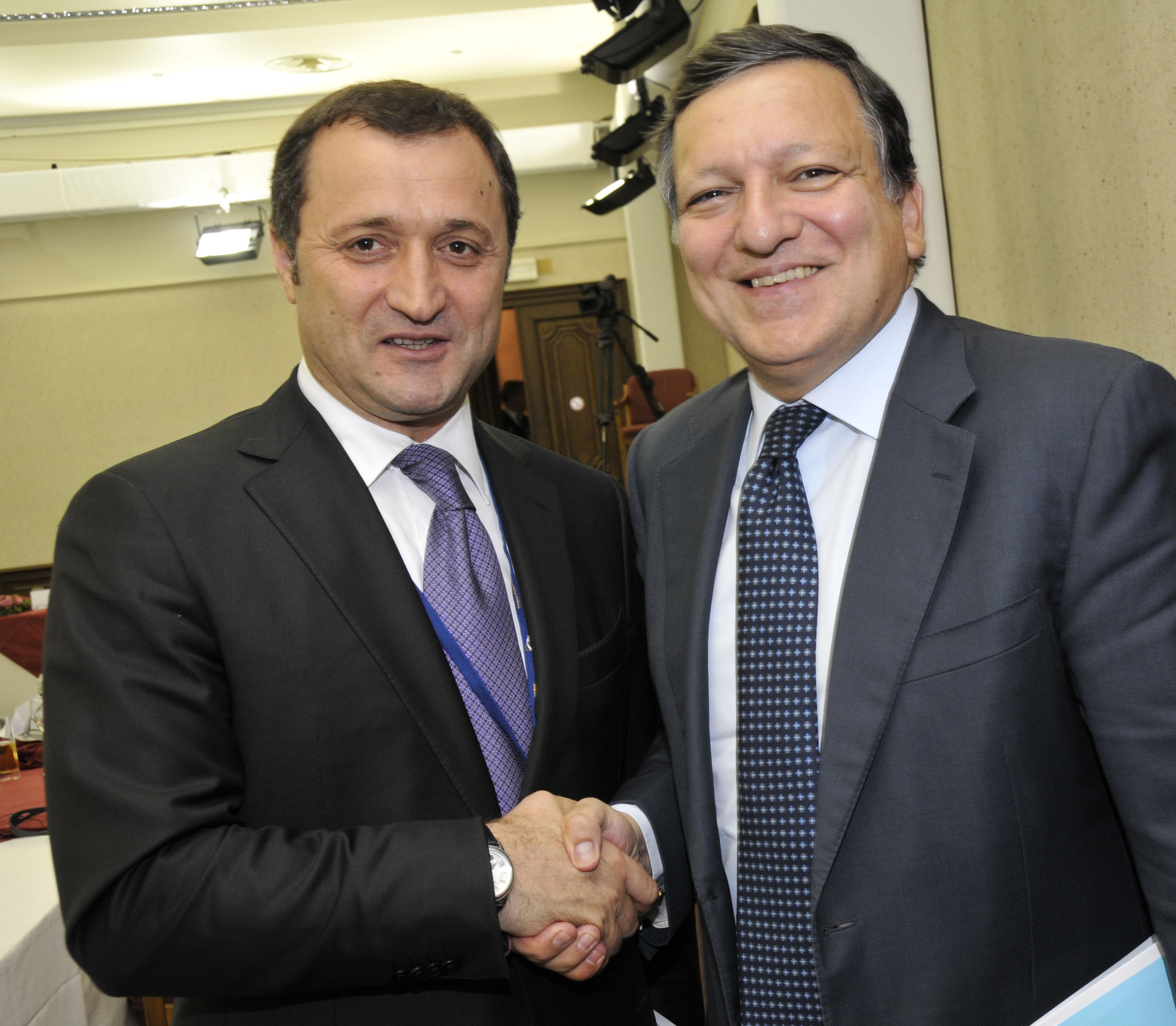
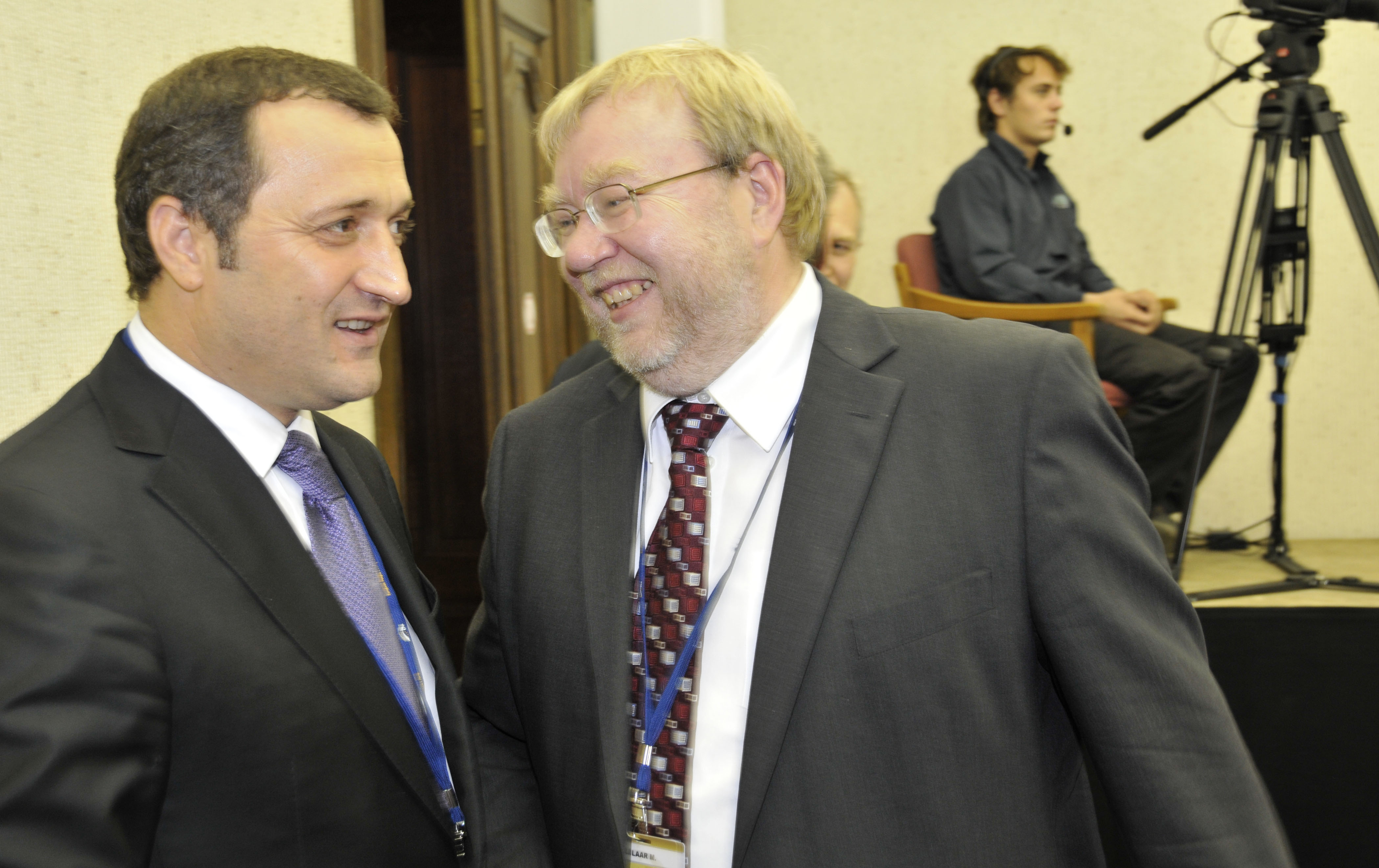
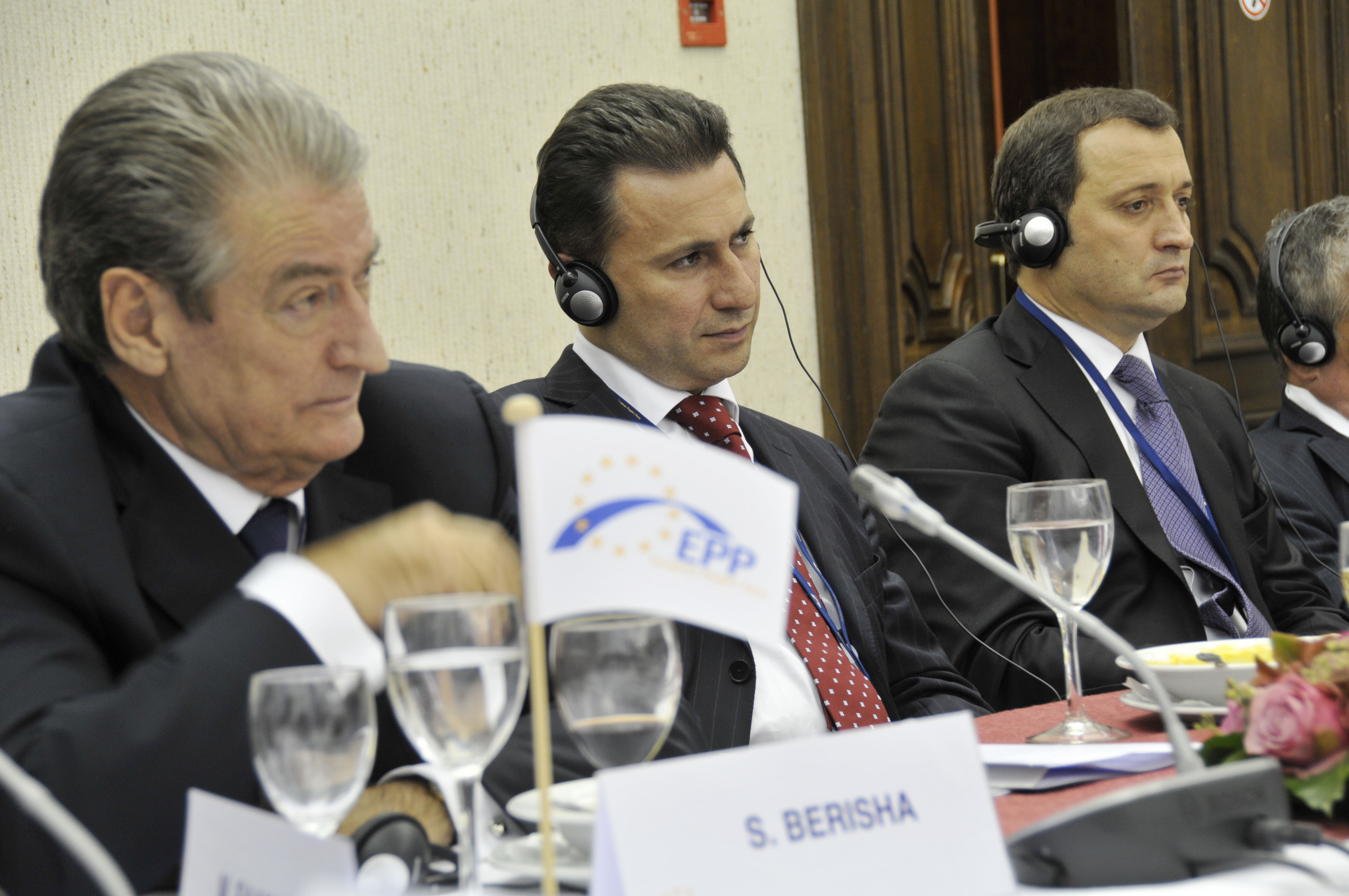
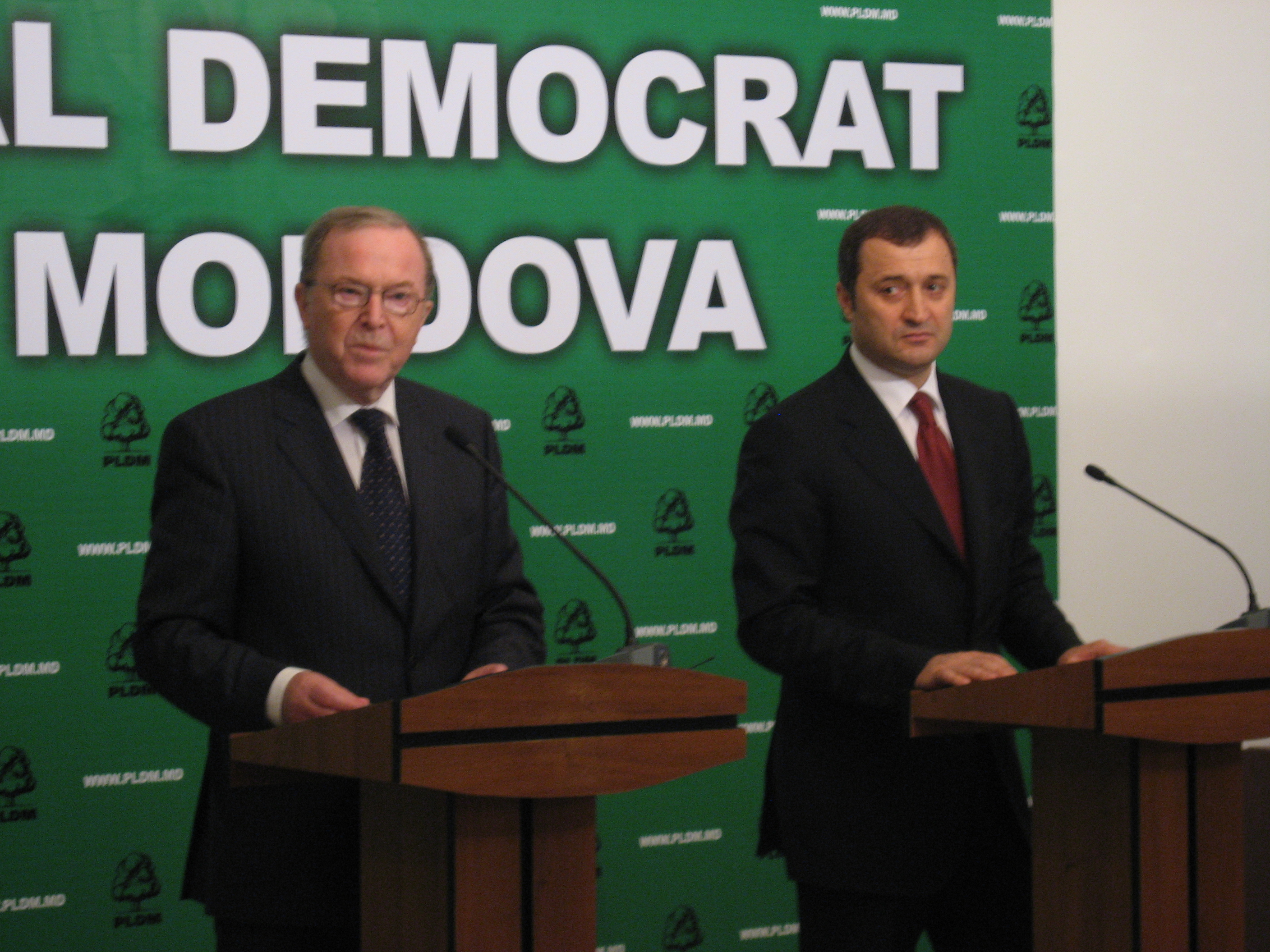
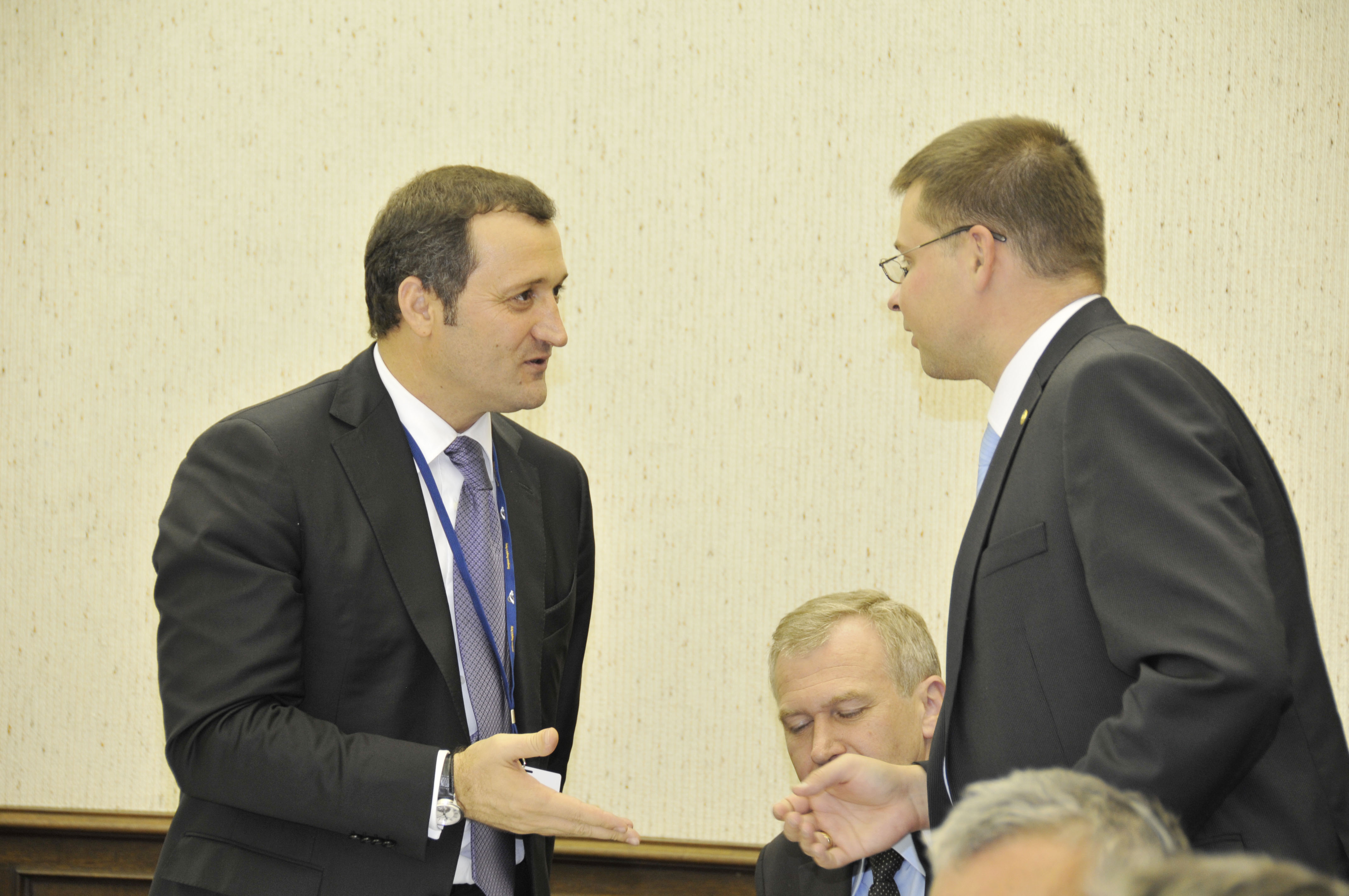